# 너를 만나고 싶어지면...
〈너를 만나고 싶어지면...〉(일본어: 君に逢いたくなったら…)은 일본의 밴드 ZARD의 20번째 싱글 앨범으로, 1997년 2월 26일 발매되었다. (8cm CD: JBDJ-1024) 사카이 이즈미가 작사했으며, 오다 테츠로가 작곡을, 하야마 타케시가 편곡을 맡았다. 이 곡은 TBS의 드라마 《이상의 결혼》의 주제곡으로 사용되었다.
B사이드 곡은 〈사랑을 믿고 싶어요〉(愛を信じていたい)이며, 사카이 이즈미가 작사했고, 토쿠나가 아키히토(徳永暁人)가 작곡 ·  편곡을 맡았다. 이 곡은 2007년 발매된 〈글로리어스 마인드〉에도 실려있는데, 이 싱글의 곡과는 편곡에의 차이가 있으며 편곡자는 하야마 타케시이다.
싱글은 오리콘 차트 주간 싱글차트 2위에 올랐으며, 11주간 차트에 머물렀다.

## 수록곡
| #            | 제목                                                    | 작사          | 작곡              | 편곡              | 재생 시간 |
| ------------ | ------------------------------------------------------- | ------------- | ----------------- | ----------------- | --------- |
| 1.           | 〈〈너를 만나고 싶어지면...〉〉 (君に逢いたくなったら…) | 사카이 이즈미 | 오다 테츠로       | 하야마 타케시     | 3:50      |
| 2.           | 〈〈사랑을 믿고 싶어요〉〉 (愛を信じていたい)           | 사카이 이즈미 | 토쿠나가 아키히토 | 토쿠나가 아키히토 | 5:12      |
| 3.           | 〈〈너를 만나고 싶어지면...〉〉 (Original Karaoke)      |               |                   |                   | 3:50      |
| 4.           | 〈〈사랑을 믿고 싶어요〉〉 (Original Karaoke)           |               |                   |                   | 5:09      |
| 총 재생 시간 | 총 재생 시간                                            | 총 재생 시간  | 총 재생 시간      | 총 재생 시간      | 18:01     |